# Église Saint-Just de Courbous
Pour les articles homonymes, voir église Saint-Just.
L'église Saint-Just de Courbous est une église romane située au mas Courbous, à Sournia, dans le département français des Pyrénées-Orientales.